# Лупихи
Лупихи — деревня в Смоленском районе Смоленской области России. Входит в состав Касплянского сельского поселения. По состоянию на 2010 год постоянного населения не имеет. 
Расположена в западной части области в 35 км к северо-западу от Смоленска, в 4 км северо-восточнее автодороги Р133 Смоленск — Невель. В 24 км южнее деревни расположена железнодорожная станция О.п. 416-й км на линии Смоленск — Витебск. 

## История
В годы Великой Отечественной войны деревня была оккупирована гитлеровскими войсками в июле 1941 года, освобождена в сентябре 1943 года. 